# Scolopendra dalmatica
Scolopendra dalmatica (лат.) — вид губоногих многоножек (Chilopoda) из рода сколопендр (Scolopendra). Обитает на территории исторических земель Далмации — Хорватии, Сербии, Черногории, Албании, Боснии и Герцеговины, Греции в местах, где присутствуют леса, кустарниковые заросли.
Небольшой вид, достигающий 8 см в длину. Окраска чаще тёмного цвета. Ноги и усики обладают синеватым оттенком. Усики состоят из 16—21 сегментов, последние шесть из которых обладают светоотражающей поверхностью, из-за чего кончики усов выглядят блестящими.